# Olivia Powrie
Olivia Powrie, aussi appelée Polly Powrie, est une skipper néo-zélandaise née le 9 décembre 1987 à Auckland.

## Carrière
Aux Jeux olympiques d'été de 2012, Olivia Powrie remporte la médaille d'or en 470 avec Jo Aleh.
Elle est médaillée d'argent en 470 avec Jo Aleh aux  Jeux olympiques d'été de 2016.